# Tucker (Mondkrater)
Tucker ist ein kleiner Einschlagkrater am östlichen Rand der Mondvorderseite im Osten der Ebene des Mare Smythii, südöstlich des Kraters Warner und südwestlich von Lebesgue. Der Krater ist schüsselförmig und kaum erodiert.
Der Krater wurde 1979 von der IAU nach dem US-amerikanischen Astronomen Richard Hawley Tucker offiziell benannt.